# Серебристый бульвар
Серебри́стый бульва́р — бульвар в Приморском районе Санкт-Петербурга, на территории бывшего Комендантского аэродрома.

## Название
Назван 2 ноября 1973 года, название символизирует серебристый цвет самолётов (достаточно хотя бы вспомнить песню Виктора Цоя «Пачка сигарет», где в припеве есть строка «И билет на самолёт с серебристым крылом…»).

## История
Современный серебристый бульвар пересекает территорию, на которой находился Комендантский аэродром, созданный на средства товарищества «Крылья». В 1910 году на территории аэродрома прошел первый праздник воздухоплавания. Память об истории этого места сохранена не только в названиях микрорайона, в гимназии № 66 находится музей «Икар».
Изначально бульвар планировался как памятник истории Комендантского аэродрома, однако задумка так и не была осуществлена, и, по сути, бульвар является улицей. Предполагалось засадить бульвар серебристыми ивами, но впоследствии приняли решение посадить берёзы.
Бульвар застроен в основном типовыми панельными домами в 1970-х годах.

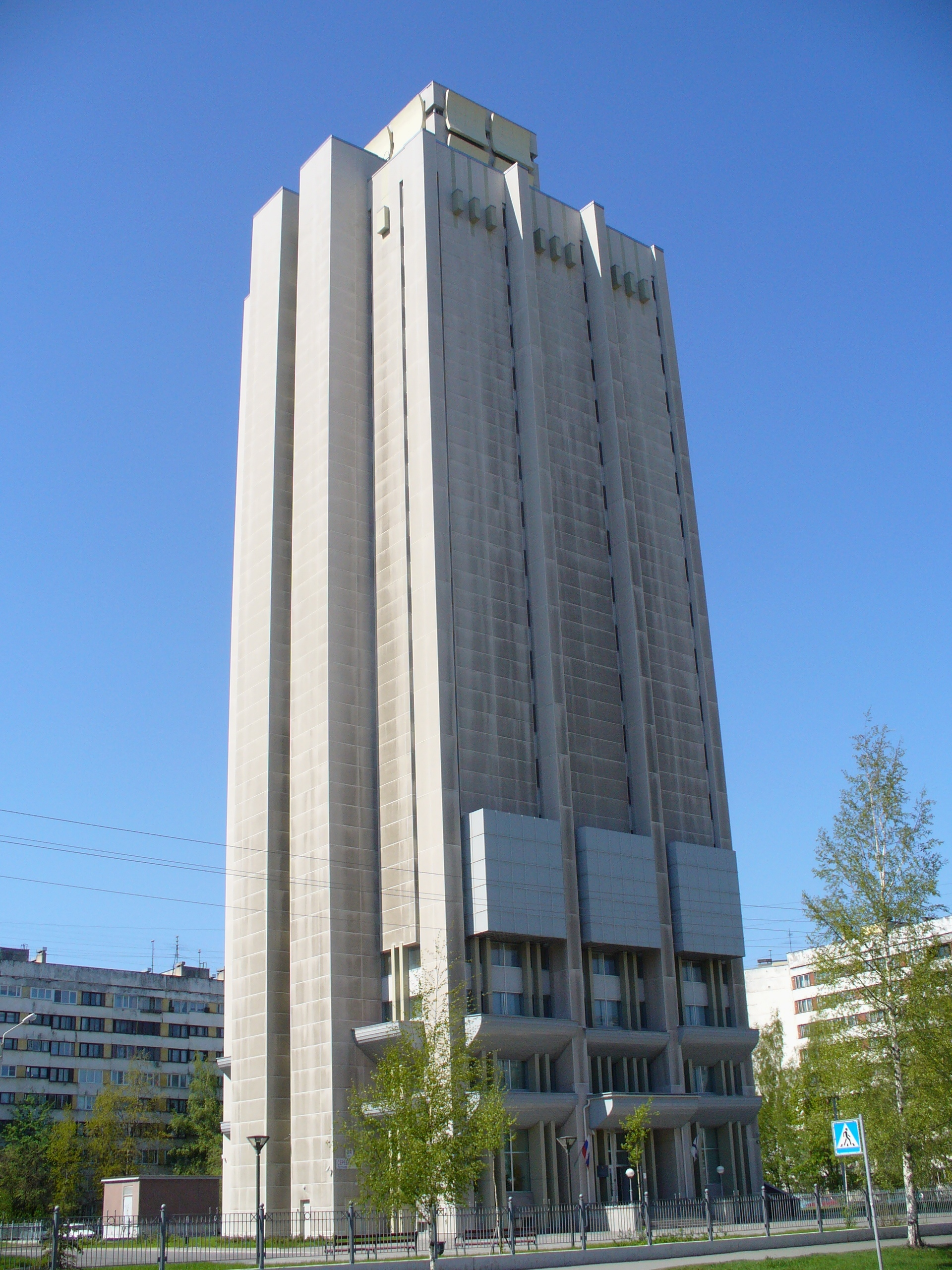
Здание государственного архива военно-морского флота, Серебристый бульвар, 24-1

Начинается от улицы Генерала Хрулёва и ведёт на север. Пересекает или граничит со следующими улицами:
- Аэродромная улица
- Богатырский проспект
- проспект Испытателей
- аллея Поликарпова
- проспект Королёва
- площадь Льва Мациевича
- аллея Котельникова
- упирается в Парашютную улицу

## Транспорт
- На участке от улицы Генерала Хрулёва до Богатырского проспекта (только в направлении на север) проходит троллейбус № 25, однако троллейбусных остановок непосредственно на Серебристом бульваре нет. Этот же участок является единственным выездом из 6-го троллейбусного парка.
- На участке от Богатырского проспекта до проспекта Испытателей в направлении на север проходят автобусы № 122 и № 170.
- По Богатырскому проспекту Серебристый бульвар пересекают троллейбус № 40, автобусы № 93, 172, 184.
- По проспекту Испытателей — трамваи № 47, 55, автобусы 122 (в одну сторону), 127.
- По проспекту Королёва — троллейбусы № 25, 50, автобусы 38, 79, 134, 170, 184.
- По Парашютной улице — автобусы № 9, 85, 127, 134, 172.
- Исторический район «Комендантский аэродром»

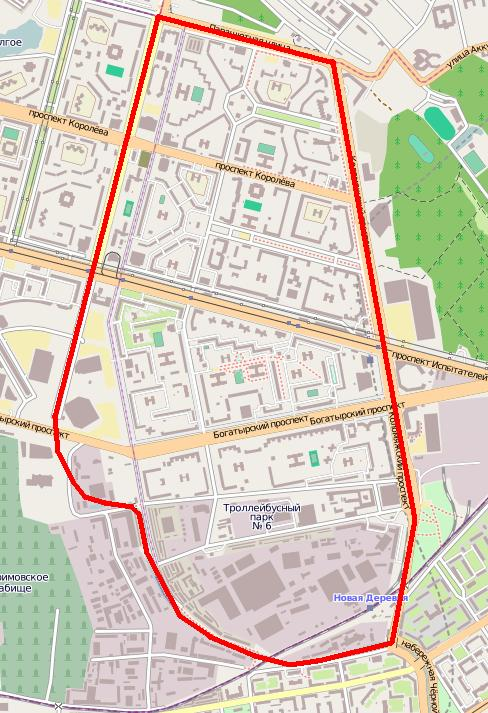
Исторический район «Комендантский аэродром»

Ближайшая станция метро — «Пионерская» — 900 метров на восток от Серебристого бульвара по Богатырскому проспекту или проспекту Испытателей.
- В полутора километрах находится станция метро «Комендантский проспект»